# 플래시 (DC 코믹스)

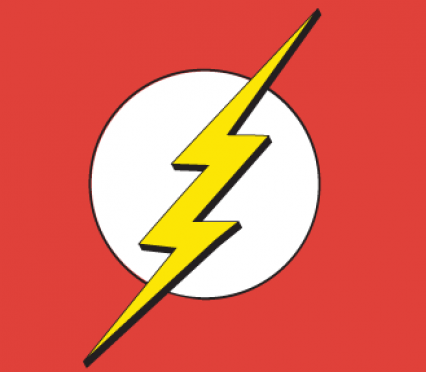

플래시(Flash)는 DC 코믹스가 발행하는 만화의 제목 및 가상의 슈퍼히어로의 이름이다. 빛의 속도로 달릴 수 있으나 에너지도 많이 소모된다. 그래서 영화를 보면 항상 먹고있는 모습을 볼 수 있다. 가슴에 번개 마크가 붙은 의상을 입고있다

## 같이 보기
배리 앨런